# لاما
لاما (به انگلیسی: Llama) یا شترچه (نام علمی: Lama glama) نوعی شترسان اهلی بومی آمریکای جنوبی هستند که مدت‌هاست به‌طور گسترده از سوی اینکاها و دیگر بومیان رشته کوه آند به عنوان جانور بارکش و گوشتی استفاده می‌شود. ارتفاع بدن این حیوان تا شانه‌هایش بین ۱۱۰ تا ۱۳۰ سانتی‌متر است. وزن آن به ۱۳۰ تا ۲۵۰ کیلوگرم می‌رسد. لاما برخلاف شترها بدون کوهان است و مانند اکثر جانوران اهلی پوست آن‌ها دارای ترکیب رنگ‌های متفاوتی چون سفید، قهوه‌ای و سیاه است. فرم پاها و لب‌های این جانور همانند شتر است. از لاما در علم پزشکی مانند دلفین برای درمان بیماران استفاده می‌شود و این جانور قادر است تا ۳۰ کیلوگرم بار را حمل کند. امروزه دامنه پرورش و نگهداری لاما به خارج از آمریکای جنوبی کشیده شده و در حال حاضر در آمریکا و اروپا این حیوان برای پشم و گوشتش پرورش داده می‌شود. نوع وحشی این جانور گواناکو نامیده می‌شود.

## تاریخچه
تاریخچه وجود لاما به سه هزار سال پیش از میلاد مسیح بازمی‌گردد. هنوز به‌درستی قابل اثبات نیست که از نظر نژادی آبا و اجداد آن به چه جانوری بازمی‌گردد ولی آنچه قدر مسلم است لاما ترکیبی از نژادهای گواناکو (Guanako) و آلپاکا (Alpaka) و ترکیبی از ویکونیا (Vikunja) بوده که همگی بارور هستند. لاماها حدود چهل میلیون سال پیش در آمریکای شمالی تکامل پیدا کردند. حدود سه میلیون سال پیش به آمریکای جنوبی مهاجرت کردند و در آخرین عصر یخبندان (۱۰ هزار سال پیش) در آمریکای شمالی منقرض شدند. فاتحان اسپانیایی پس از ورود خویش به قاره آمریکا اقدام به شکار آن‌ها برای استفاده از پوست و گوشتش نمودند و به دنبال آن با وارد نمودن اسب و گوسفند به پرورش گوسفند که از نظر کیفیتی پشم و گوشت دارای اهمیت کمتری بود پرداختند. بر اساس برآورد سال ۲۰۰۷ بیش از هفت میلیون لاما و آلپاکا در آمریکای جنوبی وجود دارد و آمریکا و کانادا هم به ترتیب ۱۵۸۰۰۰ و ۱۰۰۰۰۰ لاما دارند (که از آمریکای جنوبی وارد کرده‌اند).

## تف کردن
لاماها در حرکت رفتاری روزانه خویش برای اعمال قدرت و نشان دادن درجه قرار گرفتن در گروه به پرتاب آب دهان خویش می‌پردازند که بسیار با دقت هدف را نشانه‌گیری کرده و معمولاً به هدف اصابت می‌نماید. البته آب دهان لاماها قابل شستشو با آب و بی‌خطر است و البته این کار نوعی نشانه قدرت آنهاست.

## الیاف تولیدشده از لاما

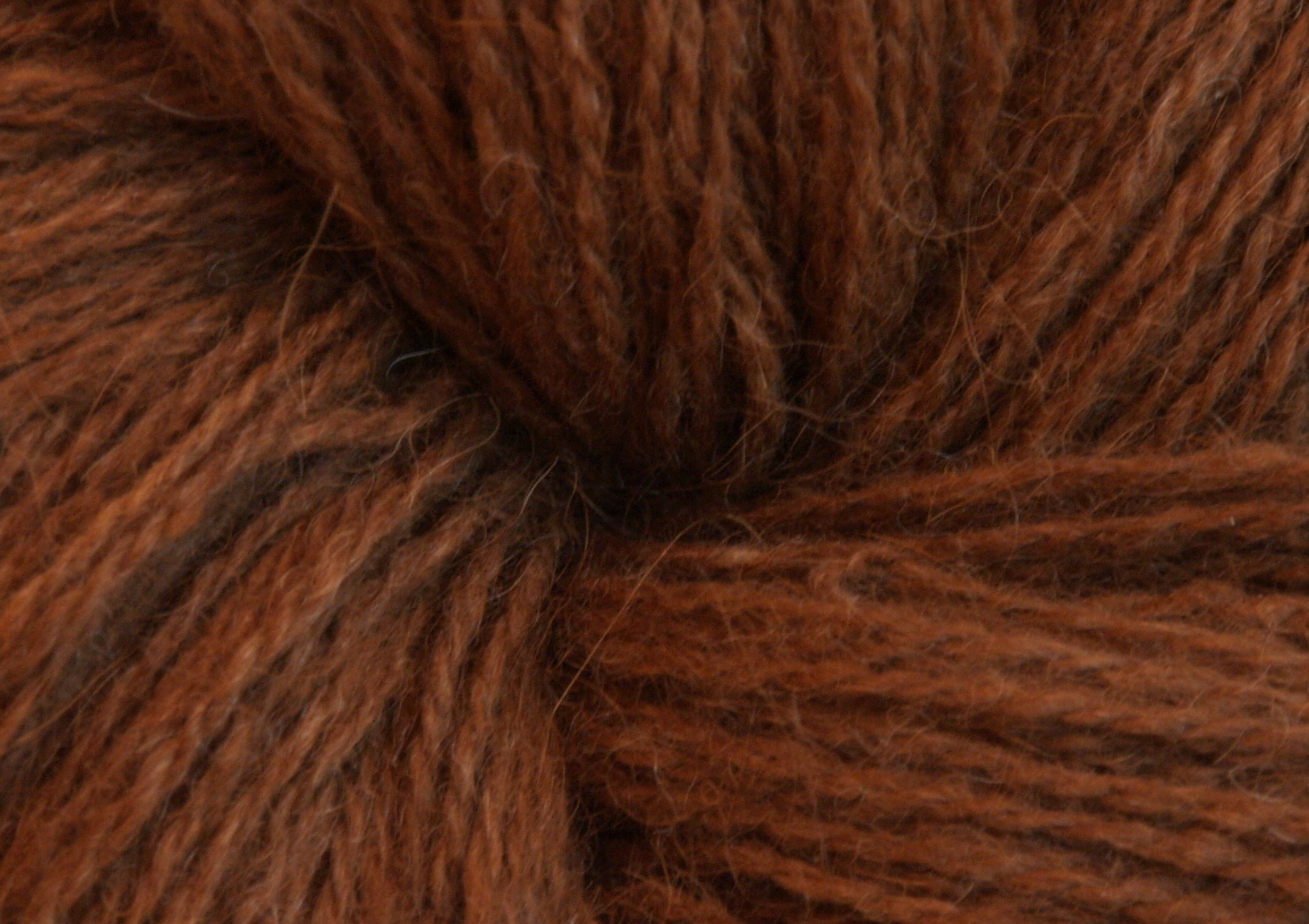
نخ لاما در منطقه پاتاگونیا

از این نوع شتر الیافی زبر و ضخیم به دست می‌آید. طول این الیاف حدود ۲۵ سانتیمتر و در ظاهر شبیه یه الیاف شتر است. سطح آن الیاف دارای پولک‌هایی است که در زیر میکروسکوپ به سختی دیده می‌شود. مدولا در مرکز ساختمان داخلی لیف، رنگی است. میزان چربی لاما حدود ۳ درصد است. مخلوط این الیاف با الیاف دیگر ایجاد ویژگی عایق حرارتی خوب در عین سبکی می‌نماید و برای پارچه‌های مرغوب (کت و شلوار) کاربرد زیادی دارد.

## انواع
- گواناکو
- آلپاکا
- شترچه

## نگارخانه

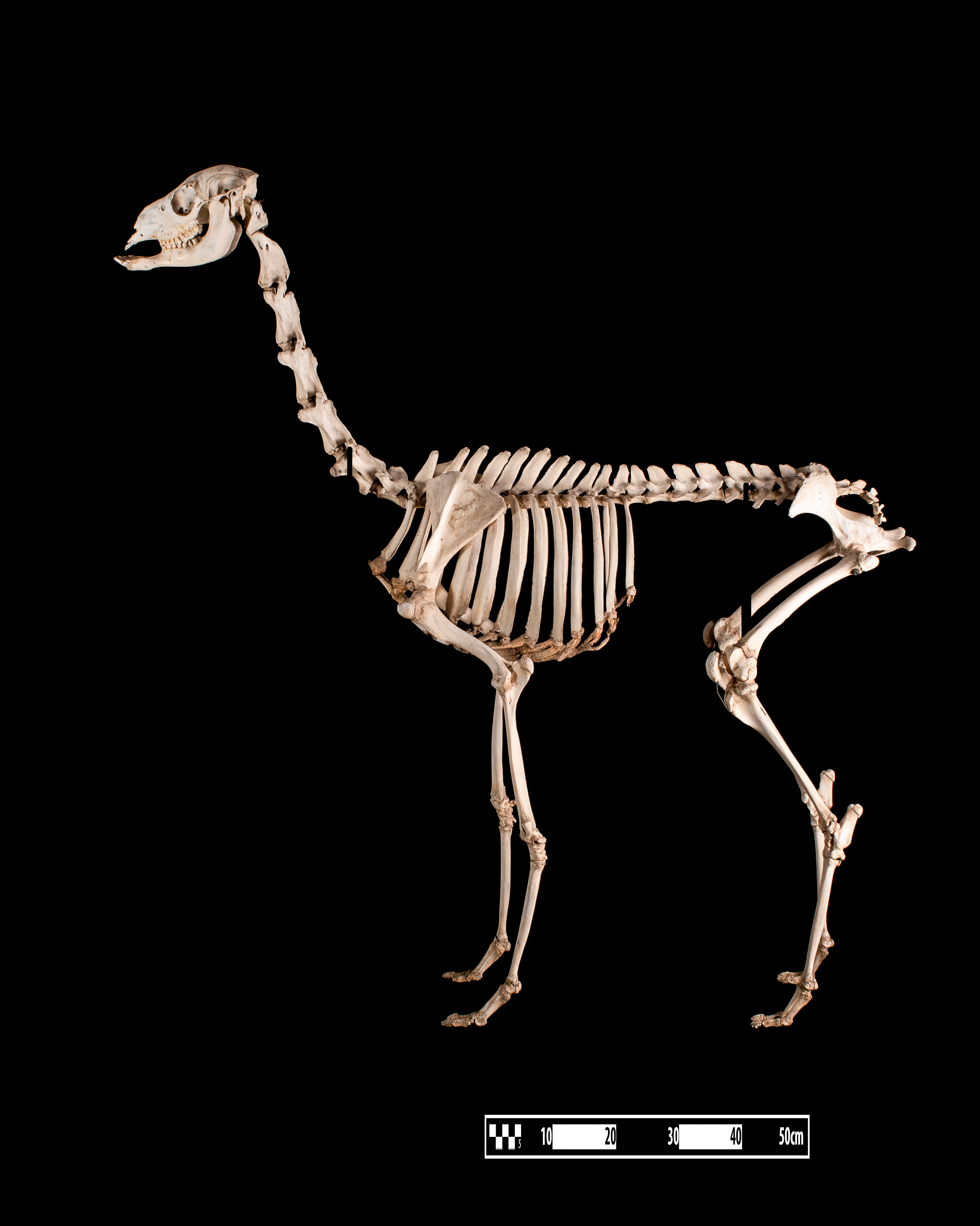
استخوان‌های لاما
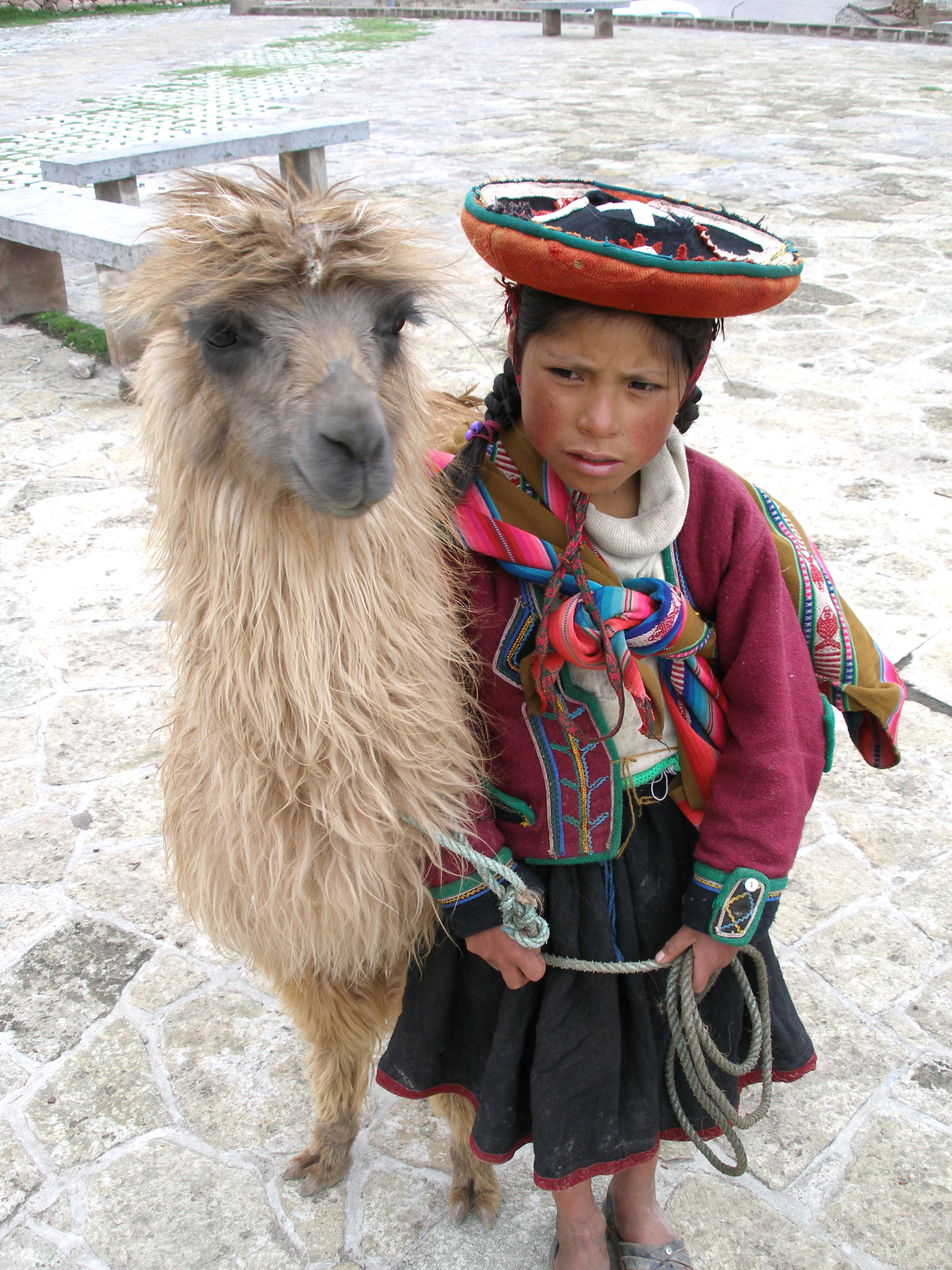
لاما و دختر کچوایی
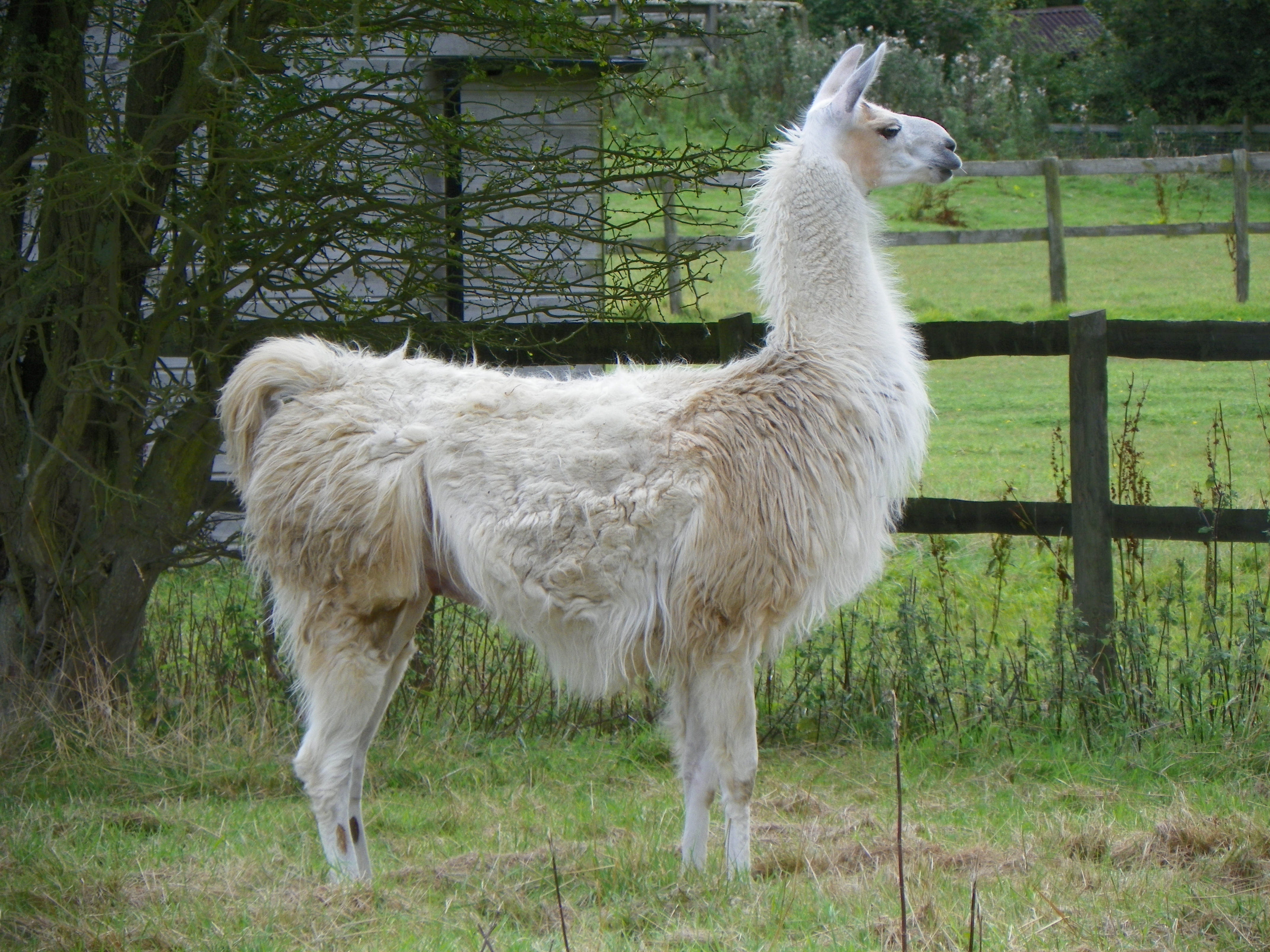
لامای سفید
لاما با پشم تراشیده شده
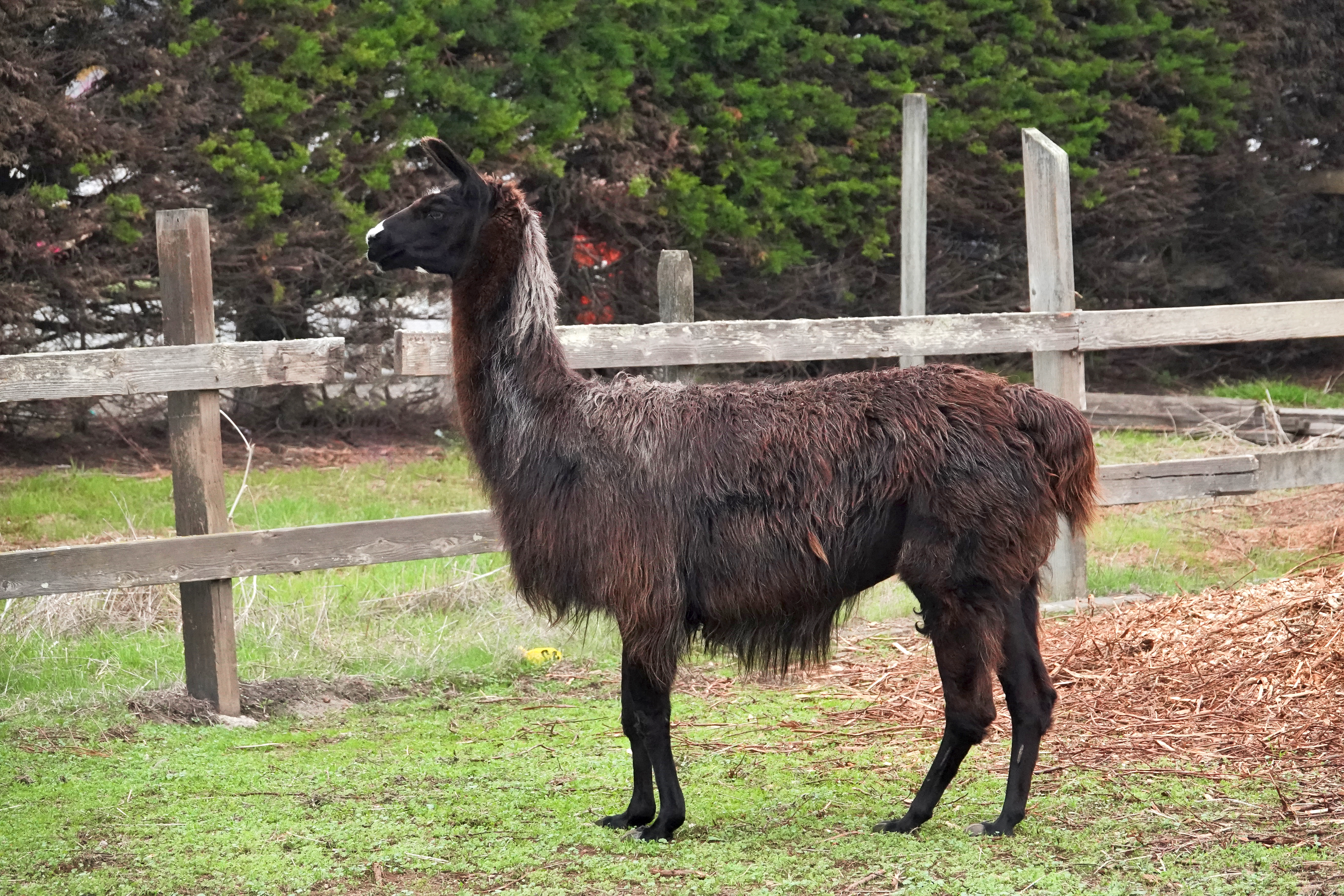
لامای سیاه